# Molly Ringwald
Molly Ringwald (født 18. februar 1968) er en amerikansk skuespiller. Hun var en af 80'ernes helt store film ikoner og var en del af det famøse Brat Pack. Hun er mest kendt for sine roller i Sixteen candles, The Breakfast Club og Pretty in Pink. Hun er den yngste datter af jazzpianist Robert Ringwald og mor Adele Ringwald. Har en storesøster Beth, og en storebror ved navn Kelly.

## Karriere
Molly Ringwald startede sin skuespillerkarriere som 5-årig, da hun spillede med i en teateropsætning af Alice i Eventyrland. Hun fik sit gennembrud som 10-årig efter at have medvirket i West Coast Productions' opsætning af Annie. Herefter fik hun en rolle i NBC (tv-netværk)'s tv-serie The Facts of Life. I 1982 fik hun sin første filmrolle i Tempest og blev året efter nomineret til en Golden Globe for bedste nye skuespillerinde.

## Udvalgte film
| Årstal    | Film                                                | Rolle                  |
| --------- | --------------------------------------------------- | ---------------------- |
| 1979-1980 | Diff'rent Strokes (tv-serie)                        | Molly                  |
| 1979-1980 | The Facts of Life (tv-serie)                        | Molly Parker           |
| 1982      | Tempest                                             | Miranda Dimitrius      |
| 1983      | Packin' It In                                       | Melissa Webber         |
| 1983      | Spacehunter: Adventures in the Forbidden Zone       | Niki                   |
| 1984      | Sixteen Candles                                     | Samantha Baker         |
| 1985      | The Breakfast Club                                  | Claire Standish        |
| 1985      | Surviving                                           | Lonnie                 |
| 1986      | Pretty in Pink                                      | Andie Walsh            |
| 1986      | Tall Tales & Legends (tv-serie)                     | Jenny Smith            |
| 1987      | P.K. and the Kid                                    | P.K. Bayette           |
| 1987      | King Lear                                           | Cordelia               |
| 1987      | The Pick-up Artist                                  | Randy Jensen           |
| 1988      | For Keeps?                                          | Darcy Elliot Bobrucz   |
| 1988      | Fresh Horses                                        | Jewel                  |
| 1990      | Women and Men: Stories of Seduction                 | kit                    |
| 1990      | Strike It Rich                                      | Cary                   |
| 1990      | Betsy's Wedding                                     | Betsy Hopper           |
| 1992      | Something to Live for: The Alison Gertz Story       | Alison Gertz           |
| 1993      | Face the Music                                      | Lisa Hunter            |
| 1994      | The Stand                                           |                        |
| 1994      | Tous les jours dimanche                             | Janet Gifford          |
| 1995      | Malicious                                           | Melissa Nelson         |
| 1996      | Enfants de salaud                                   | Susan                  |
| 1996      | Remember WENN                                       | Angela Colton          |
| 1996      | Townies                                             | Carrie Donovan         |
| 1997      | Office Killer                                       | Kim Poole              |
| 1998      | Since You've Been Gone                              | Claire the Fan         |
| 1998      | Twice Upon a Time                                   | Beth Sager             |
| 1999      | Requiem for Murder                                  | Anne Winslow           |
| 1999      | Teaching Mrs. Tingle                                | Miss Banks             |
| 1999      | Kimberly                                            | Nancy                  |
| 2000      | The Outer Limits (tv-serie)                         | Allison Channing       |
| 2000      | Cut                                                 | Vanessa Turnbill/Chloe |
| 2000      | The Giving Tree                                     | Penelope               |
| 2000      | In the Weeds                                        | Chloe                  |
| 2001      | Cowboy Up                                           | Connie                 |
| 2001      | Not Another Teen Movie                              | Flight Attendant       |
| 2002      | The Big Time                                        | Marion Powers          |
| 2003      | The Tulse Luper Suitcases, Part 1: The Moab Story   | -                      |
| 2006      | The Wives He Forgot                                 | Charlotte Saint John   |
| 2006      | Molly: An American Girl on the Home Front           | Mrs. Helen McIntire    |
| 2008-2011 | The Secret Life of the American Teenager (tv-serie) | Anne Juergens          |